# Loimosina wilsoni
Loimosina wilsoni är en plattmaskart. Loimosina wilsoni ingår i släktet Loimosina och familjen Loimoidae. Inga underarter finns listade i Catalogue of Life.